# Amurset
Amurset (russisch Амурзе́т) ist ein Dorf (selo) in der Jüdischen Autonomen Oblast in Russland mit 5051 Einwohnern (Stand 14. Oktober 2010).

## Geographie
Der Ort liegt etwa 180 km Luftlinie südwestlich des Oblastverwaltungszentrums Birobidschan in der Amurniederung, etwas unterhalb (südöstlich) des Durchbruchs des Amur durch das Kleine Hinggan-Gebirge. Er befindet sich am linken Ufer des dort etwa einen Kilometer breiten Flusses, der die Grenze zur Volksrepublik China markiert, gegenüber dem Dorf (Großgemeinde) Mingshan (名山镇) im Kreis Luobei.
Amurset ist Verwaltungszentrum des Rajons Oktjabrski sowie Sitz der Landgemeinde Amursetskoje selskoje posselenije, zu der außerdem die Dörfer Jekaterino-Nikolskoje (11 km nordwestlich), Osjornoje (7 km nordnordöstlich), Pompejewka (75 km nordnordwestlich), Pusino (10 km nordöstlich) und Sojusnoje (27 km nordnordwestlich) gehören.

## Geschichte
Das Dorf wurde 1928 von jüdischen Umsiedlern gegründet. Der Name ist ein Kunstwort aus Amur und der Abkürzung set für semelnoje (j)ewreiskoje towarischtschestwo, russisch für „Jüdische Landgenossenschaft“. Mit der Gründung der Jüdischen Nationalen Oblast und deren Aufteilung in Rajons zum 20. Juli 1934 kam das Dorf zum Stalinski rajon (nach Josef Stalin) mit Sitz in Stalinsk (bis 1928 Butylkino, bis 1934 Stalinfeld, 1951 durch Hochwasser stark zerstört, 1962 umbenannt in Oktjabrskoje und 1968 aufgegeben).
Vor 1940 wurde der Verwaltungssitz nach Amurset verlegt, wo sich mittlerweile der größte Kolchos des Gebietes mit Namen Roter Oktober befand. Der Rajon wurde 1961 im Amurski, am 1. Februar 1963 in Oktjabrski rajon umbenannt (von russisch oktjabr für „Oktober“ mit Bezug auf die Oktoberrevolution) und zugleich verkleinert.

### Bevölkerungsentwicklung
| Jahr | Einwohner |
| ---- | --------- |
| 1939 | 1227      |
| 1959 | 2792      |
| 1970 | 4189      |
| 1979 | 5172      |
| 1989 | 6243      |
| 2002 | 5382      |
| 2010 | 5051      |

Anmerkung: Volkszählungsdaten

## Verkehr
Nach Amurset führt die Regionalstraße 99K-1 (ehemals R456 ab Birofeld), die gut 100 km nordöstlich bei Ungun unweit von Babstowo von der 99K-2 Birobidschan – Leninskoje abzweigt. In Ungun befindet sich auch die nächstgelegene Bahnstation bei Kilometer 84 der Strecke, die ebenfalls Birobidschan mit Leninskoje verbindet. In Birobidschan besteht Anschluss an die Transsibirische Eisenbahn und die föderale Fernstraße R297 Amur (ehemals M58) Tschita – Chabarowsk.
In Amurset befindet sich ein Straßengrenzübergang in die Volksrepublik China; der Amur wird dort von einer Autofähre gequert.